# Maximilian von Edelsheim
Konstanz Johann Georg Maximilian Reichsfreiherr von Edelsheim (6 juillet 1897 à Berlin – 26 avril 1994 à Constance) est un General der Panzertruppe allemand qui a servi au sein de la Wehrmacht dans la Heer pendant la Seconde Guerre mondiale.
Il a été récipiendaire de la croix de chevalier de la croix de fer avec feuilles de chêne et glaives. Cette décoration et ses grades supérieurs, les feuilles de chêne et glaives, sont attribués pour récompenser un acte d'une extrême bravoure sur le champ de bataille ou un commandement militaire accompli avec succès.

## Biographie
Maximilien est le fils du chambellan badois et du lieutenant-colonel prussien Franz von Edelsheim (de) (1868-1939) et son épouse Theda, née von Frerichs (1870-1946). Le ministre d'État de Bade Ludwig von Edelsheim (de) et le médecin berlinois Friedrich Theodor von Frerichs sont ses grands-pères.

### Carrière militaire
Après le déclenchement de la Première Guerre mondiale, Edelsheim s'engage le 11 août 1914 comme élève-officier dans le 2e régiment d'uhlans de la Garde de l'armée prussienne à Berlin et est nommé porte-drapeau le 4 décembre 1914.
Lors de la bataille de Stalingrad sert dans la 24. Panzer-Division dont il dirige un des principaux « kampfgruppe » (groupe de combat).

## Décorations
- Croix de fer (1914)
  - 2e classe (27 novembre 1915)
  - 1re classe (26 octobre 1918)
- Ordre du Lion de Zaeringen chevalier, 2e classe avec glaives
- Agrafe de la croix de fer (1939)
  - 2e classe (19 septembre 1939)
  - 1re classe (14 octobre 1939)
- Croix de chevalier de la croix de fer avec feuilles de chêne et glaives
  - Croix de chevalier le 30 juillet 1941 en tant que Oberstleutnant et commandant du Radfahr-Abteilung 1
  - 162e feuilles de chêne le 23 décembre 1942 en tant que Oberst et commandant du Panzergrenadier-Regiment 26
  - 105e glaives le 23 octobre 1944 en tant que Generalleutnant et commandant de la 24. Panzer-Division
- Mentionné trois fois dans la revue Wehrmachtbericht le 21 février 1944, le 28 août 1944 et le 17 octobre 1944